# Zmeița, Smolean
Zmeița (în bulgară Змеица) este un sat în comuna Dospat, regiunea Smolean,  Bulgaria. Se află la o altitudine de 1.327 m deasupra nivelului mării. Are o suprafață de 34,643 km². Populația este de 1.140 locuitori, determinată în 15 martie 2024, prin current resident registration[*].

## Demografie
Componența etnică a satului Zmeița
     Bulgari (61,48%)
     Nicio identificare (37,5%)
     Altele (1,61%)
La recensământul din 2011, populația satului Zmeița era de 1.485 locuitori. Din punct de vedere etnic, majoritatea locuitorilor (61,48%) erau bulgari. Pentru 37,5% din locuitori nu este cunoscută apartenența etnică.